# Ite Liebenthal
Ite Liebenthal (eigentlich Ida Liebenthal; geboren 15. Januar 1886 in Berlin; 30. November 1941 im Wald von Rumbula bei Riga, ermordet) war eine deutsche Lyrikerin.

## Leben

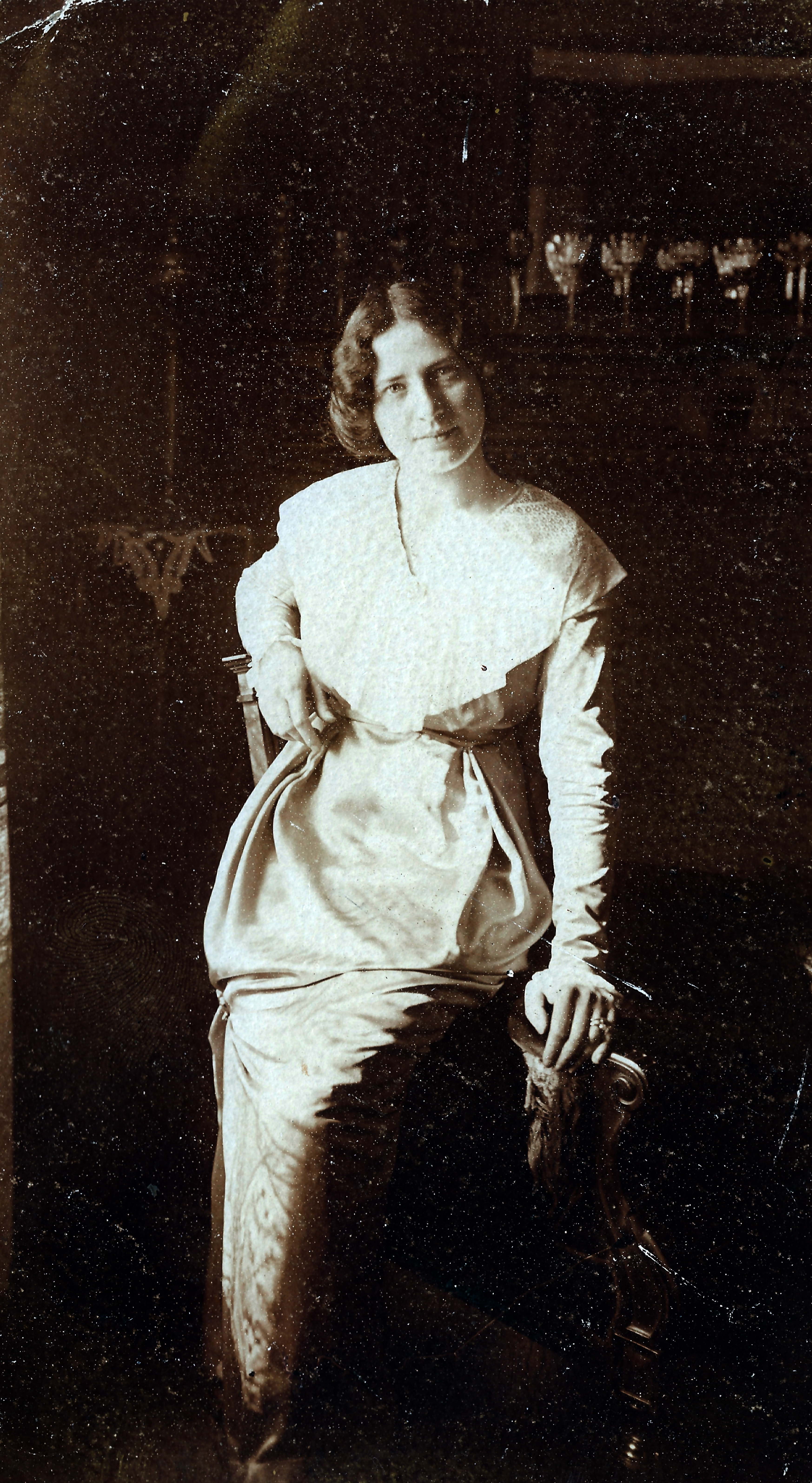
Photo taken in Schoeneberg, Berlin, autumn 1913

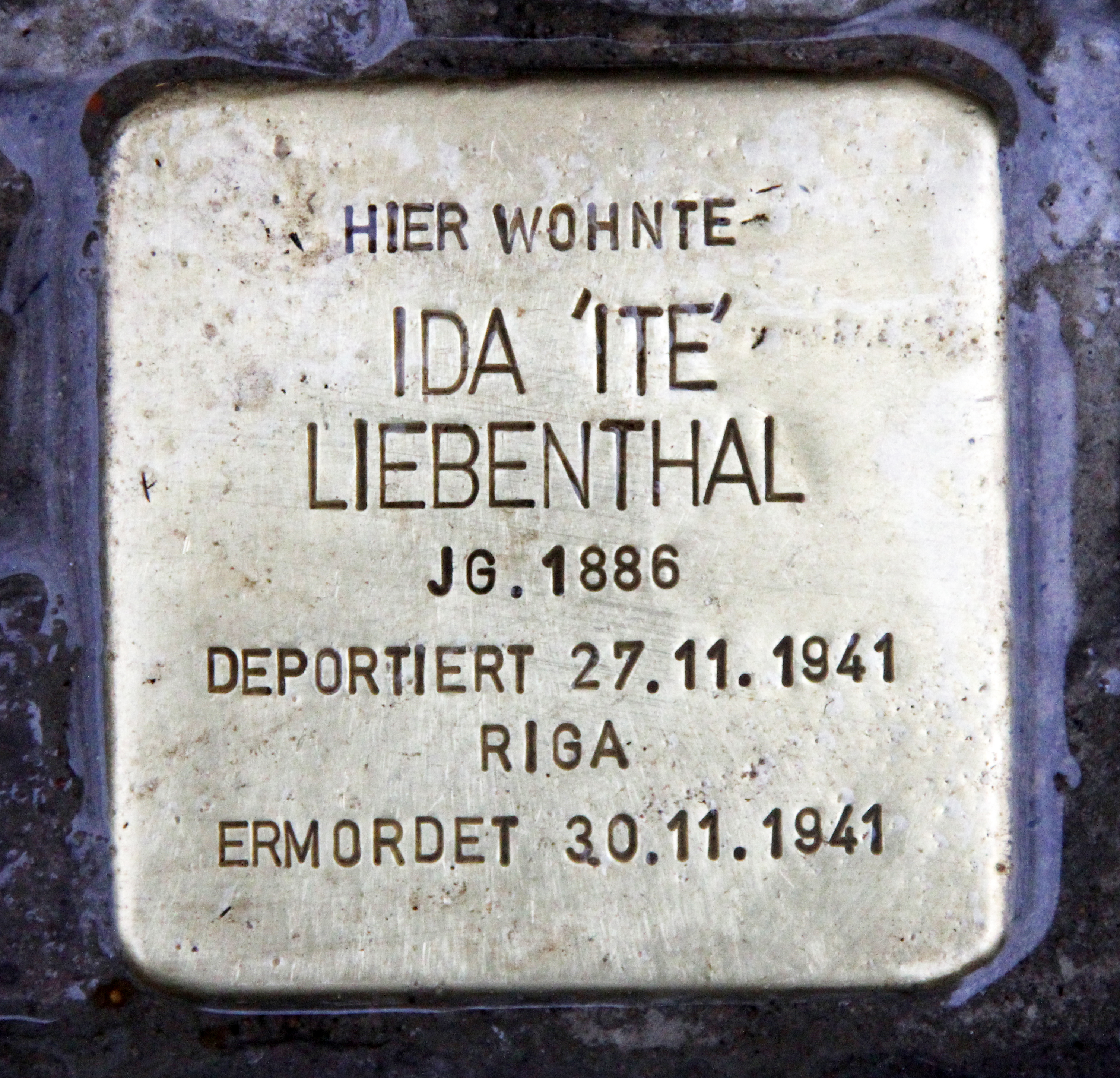
Stolperstein für Ite Liebenthal in Halensee

Liebenthal besuchte als Tochter aus bürgerlich-jüdischem Haus das Sophie-Charlotten-Lyzeum. Ihr Abitur machte sie 1909 als Externe an der Friedrichswerderschen Oberrealschule, anschließend studierte sie bis 1916 Philosophie an der Friedrich-Wilhelms-Universität Berlin und an der Ruprecht-Karls-Universität Heidelberg und hörte Vorlesung unter anderem bei Émile Haguenin, Adolf Lasson, Heinrich Rickert und Karl Jaspers.
Bereits 1906, mit 20 Jahren, veröffentlichte sie ihren ersten Gedichtband (Aus der Dämmerung). Weitere Veröffentlichungen folgten in der Zeitschrift Die Argonauten. Obwohl Rainer Maria Rilke, zu dem sie seit 1916 Kontakt hatte, sich dafür verwendete, kam es nicht zu einer Veröffentlichung im Insel Verlag. 1921 erschien ein Band mit Gedichten im Erich Lichtenstein Verlag Jena. Eines der letzten Gedichte in diesem Band ist das folgende:
Mehr als mich wirst du die Erinnerung lieben,

wenn das lebendige Bild hinter den Schleier entweicht,

wenn nur der schwebende Hauch verwehender Worte geblieben,

wenn dich der letzte Sinn versunkener Blicke erreicht.

Dann werd ich ganz dein alterndes Leben umschließen,

Einsamster unter den Menschen, daß nie deine Seele verdirbt.

All meine inneren Quellen, die heut noch verborgen dir fließen,

münden gestillt in dein Herz, und alles Leiden stirbt.
Weitere Veröffentlichungen in den Weimarer Blättern und der Neuen Frauen-Zeit folgten. Ihren Lebensunterhalt erwarb sie als Sekretärin in verschiedenen Firmen und Rechtsanwaltskanzleien.
Auch als ihre Schwester Erna und ihr Bruder Werner nach der Machtergreifung der Nazis emigrierten, blieb Liebenthal in Berlin. Zuletzt wohnte sie als Untermieterin in der Hektorstraße 3 in Berlin-Halensee. Am 27. November 1941 wurde sie zusammen mit 1052 anderen deutschen Juden vom Bahnhof Grunewald aus nach Riga deportiert. Dort wurde sie unmittelbar nach ihrer Ankunft mit allen anderen Insassen des Massentransports im Wald von Rumbula ermordet.
An ihrem letzten Wohnort in der Hektorstraße 3 erinnert seit dem 29. Oktober 2013 ein Stolperstein an die ermordete Lyrikerin.

## Werke
- Aus der Dämmerung. Gedichte. H. Walther, Berlin 1906.
- Gedichte. E. Lichtenstein, Jena 1921.
- Nachgelassene Gedichte. Hg. von Karl Rauch. Jena 1947.
- Ite Liebenthal. Degener, Potsdam 2012, ISBN 978-3-95497-010-0.
- Ite Liebenthal. Versensporn – Heft für lyrische Reize Nr. 10. Herausgegeben von Bo Osdrowski & Tom Riebe. Edition Poesie schmeckt gut, Jena 2013.